# Ogdoconta pulverulenta
Ogdoconta pulverulenta là một loài bướm đêm trong họ Noctuidae.